# Dodson Branch
Dodson Branch es un lugar designado por el censo ubicado en el condado de Jackson en el estado estadounidense de Tennessee. En el Censo de 2010 tenía una población de 1.074 habitantes y una densidad poblacional de 37,34 personas por km².

## Geografía
Dodson Branch se encuentra ubicado en las coordenadas 36°18′54″N 85°31′56″O / 36.31500, -85.53222. Según la Oficina del Censo de los Estados Unidos, Dodson Branch tiene una superficie total de 28.76 km², de la cual 28.76 km² corresponden a tierra firme y (0%) 0 km² es agua.

## Demografía
Según el censo de 2010, había 1.074 personas residiendo en Dodson Branch. La densidad de población era de 37,34 hab./km². De los 1.074 habitantes, Dodson Branch estaba compuesto por el 97.39% blancos, el 0.65% eran afroamericanos, el 0.56% eran amerindios, el 0.19% eran asiáticos, el 0% eran isleños del Pacífico, el 0.09% eran de otras razas y el 1.12% pertenecían a dos o más razas. Del total de la población el 2.23% eran hispanos o latinos de cualquier raza.